# Ярон, Хадас
Хадас Ярон (англ. Hadas Yaron; род. 1990) — израильская киноактриса. Первая израильтянка — лауреат Венецианского кинофестиваля.

## Биография
Родилась в 1990 году.
В первом фильме снялась в 2006 году.

## Награды
В сентябре 2012 года стала Лауреатом Международного кинофестиваля в Венеции, удостоившись приза «Кубок Вольпи» за лучшую женскую роль в художественном фильме «Заполнить пустоту» (режиссёр Рама Бурштейн). За эту же роль получила приз Израильской академии кино и телевидения «Офир».